# Nadab (König)

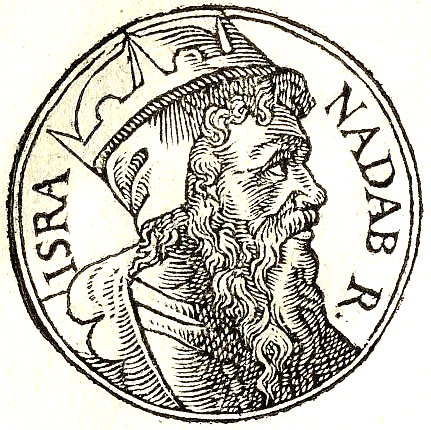
Nadab aus „Promptuarii Iconum Insigniorum“

Nadab war der zweite König des Nordreichs Israel und Sohn von Jerobeam I. Er regierte etwa zwei Jahre bis zu seinem Tod um 906 v. Chr., nach anderen Angaben von 910 v. Chr. bis 909 v. Chr.

## Etymologie
Der hebräische Personenname נָדָב nādāv „Nadab“ ist die Kurzform eines Verbalsatznamens, deren Subjekt (und theophores Element) ausgefallen ist. Das Prädikat ist erhalten und leitet sich von der Verbwurzel נדב ndv, deutsch ‚edel sein‘ ab. Der Name lässt sich somit als „(Gott) ist edel“ übersetzen. Die Septuaginta gibt den Namen als Ναδαβ Nadab wieder, die Vulgata als Nadab.

## Biblische Erzählung
Nadab wurde von Bascha während der Belagerung der Philister-Stadt Gibbeton ermordet. Bascha war wohl einer seiner Heerführer vom Stamm Issachar; er ließ sich danach zum König krönen und alle noch lebenden Angehörigen der Sippe Nadabs umbringen. Dies gilt in alttestamentlicher Zeit als Strafe Gottes für die sprichwörtliche „Sünde Jerobeams“ (1. Kön. 15, 25–31), der auch Nadab anhing. Damit sind wahrscheinlich kanaanäische Götterbilder von vergoldeten Stierkälbern gemeint, die Nadabs Vater zur Sicherung seiner Herrschaft an den neu gegründeten Heiligtümern Bet-El und Dan aufstellen ließ und denen er dort durch Priester, die nicht zum Stamm der Leviten gehörten, Opfer darbringen ließ (1. Kön. 12, 26–32).
Dies galt der späteren Prophetie Israels seit Elija als schwere Abgötterei (Götzendienst), der unweigerlich den Untergang des Königshauses und bei fortgesetztem Synkretismus ganz Israels Vernichtung nach sich ziehen würde. Demgemäß wurde der frühe Tod Nadabs als Folge der Sünde seines Vaters gedeutet.